# Брегенц
Брегенц град је у Аустрији, смештен у крајње западном делу државе. Брегенц је, мада није највеће насеље покрајине Форарлберг, њен главни град. Брегенц је и седиште истоименог округа Брегенц. Са других значајним градом покрајине, Дорнбирном, удаљеним свега 10 км, прави конурбацију „Форарлберг“.

## Природне одлике
Брегенц се налази у крајње западном делу Аустрије, близу границе са Швајцарском и Немачком. Престоница државе, Беч, удаљена је око 640 км источно од града.
Рељеф: Брегенц се сместио на источном обали Боденског језера. Река Дорнбирнер Ах, чија долина представља „жилу куцавицу“ Форарлберга, улива се у језеро на месту града. Изнад града се издиже планина Карен у саставу Алпа.
Клима: Клима у Брегенцу је умерено континетална са осетним утицајем планинске климе због близине Алпа и знатне надморске висине.
Воде: Брегенц лежи на на Боденском језеру и на реци Дорнбирнер Ах, која се ту улива у језеро.

## Историја
Прва насеља на месту данашњег Брегенца настају око 1500. п. н. е. У 4. веку п. н. е. овде постоји значајно келтско утврђење. Римљани освајају утврђење око 15. п. н. е. и оснивају град Бригантијум (лат. 'Brigantium), по келтском племену Бриганти. Одатле и Брегенц води порекло свог имена.
У 3. веку германско племе Алемани пар пута уништавају Бригантијум, но ипак су Римљани све до 4. века имали у граду снажну језерску ратну флотилу. Најзад су Алемани око 450. године освојили и населили област старог Бригантијума. У раном 7. веку шкотски овде проповедају мисионари Колумбан и Гал, у 13. веку настају градски бедеми.
Године 1451. г. Хабзбурговци купују половину грофовије Брегенц са истоименим градом. Брегенц постаје део такозване Предње Аустрије (Vorderösterreich). 1523. г. Хабзбурговци добијају и преостали део грофовије Брегенц. Брегенц остаје до наполеонских ратова у саставу Предње Аустрије чији су главни градови били прво Констанц и затим Фрајбург у данашњој Немачкој. 1805. године Брегенц припада Наполеоновом савезнику Баварској, али је 1814. године опет аустријски. После Бечког конгреса 1815. нестаје Предње Аустрије и Брегенц је заједно са Форарлбергом у саставу Тирола, у којем остаје све до после Првог светског рата. После монархије, у Републици Аустрији, Форарлберг се одваја од Тирола и постаје засебна покрајина са Брегенцом као главним градом. У Брегенцу и Форарлбергу се 1919. године организује референдум о присаједињењу Швајцарској. Већина је била за присаједињење, но Швајцарска је то одбила.

## Становништво
| 1981.  | 1991.  | 2001.  | 2011.  |
| ------ | ------ | ------ | ------ |
| 24.561 | 27.097 | 26.752 | 27.831 |

По процени из 2016. у граду је живело 29574 становника., са предграђима двоструко више. Ако се уброји и суседна агломерација Дорнбирна и њему ближи градови онда настаје конурбаница „Форарлберг“ са око 200.000 становника.

## Привреда
Брегенц, као управно средиште покрајине, значајан део привреде везује за активности управе.
Град је и туристичко средиште, једино значајно туристичко одредиште на аустријском делу Боденског језера. Томе иде у прилог и очувано старо градско језгро и више цркава, манастира и палата. Посебно је леп кеј дуж језера.

## Култура и образовање
Брегенц је културно средиште Форарлберга. На пољу културе град је посебно познат по годишњем Брегенском позоришном фестивалу.
Град има више лицеја и средњих школа.

## Партнерски градови
- Ако

## Познате личности
Рођени у Брегенцу:
- Марко Мартиновић (1996), фудбалер[2].
- Дамјан Максимовић (2004), фудбалер[3].

Особе које су живеле у Брегенцу:
- Алојз Негрели (1799 - 1858), грађевински инжењер и пионир железнице.

## Галерија
- Поглед на град са оближњих врхова
- Градска Катедрала Срца Исусовог
- Главни трг
- Брегенц - горњи град